# Diores anomalus
Diores anomalus är en spindelart som beskrevs av Rudy Jocqué 1990. Diores anomalus ingår i släktet Diores och familjen Zodariidae.
Artens utbredningsområde är Madagaskar. Inga underarter finns listade i Catalogue of Life.